# 2003 FIFA女子ワールドカップ・予選
2003 FIFA女子ワールドカップの予選大会は、6つの大陸団体によりそれぞれ行われ、16の出場権を巡り合計99か国が参加した。

## 予選大会および出場国一覧
| 大陸連盟 | 出場 枠数 | 予選大会                     | 組 予選順位 | 組 予選順位 | 出場国・地域   | 出場回数       | 備考 |
| -------- | --------- | ---------------------------- | ----------- | ----------- | -------------- | -------------- | ---- |
| AFC      | 1+2.5     | 当初開催国                   | 当初開催国  | 当初開催国  | 中華人民共和国 | 4大会連続4回目 |      |
| AFC      | 1+2.5     | AFC女子選手権                | 優勝        | 優勝        | 北朝鮮         | 2大会連続2回目 |      |
| AFC      | 1+2.5     | AFC女子選手権                | 3位         | 3位         | 韓国           | 初出場         |      |
| AFC      | 1+2.5     | AFC女子選手権                | 4位         | 4位         | 日本           | 4大会連続4回目 | ○    |
| CAF      | 2         | アフリカ女子選手権           | 優勝        | 優勝        | ナイジェリア   | 4大会連続4回目 |      |
| CAF      | 2         | アフリカ女子選手権           | 準優勝      | 準優勝      | ガーナ         | 2大会連続2回目 |      |
| CONCACAF | 2.5       | 女子ゴールドカップ           | 優勝        | 優勝        | アメリカ合衆国 | 4大会連続4回目 |      |
| CONCACAF | 2.5       | 女子ゴールドカップ           | 準優勝      | 準優勝      | カナダ         | 3大会連続3回目 |      |
| CONCACAF | 2.5       | 女子ゴールドカップ           | 3位         | 3位         | メキシコ       |                | ●    |
| CONMEBOL | 2         | スダメリカーノ・フェメニーノ | 優勝        | 優勝        | ブラジル       | 4大会連続4回目 |      |
| CONMEBOL | 2         | スダメリカーノ・フェメニーノ | 準優勝      | 準優勝      | アルゼンチン   | 初出場         |      |
| OFC      | 1         | OFC女子ネイションズカップ    | 優勝        | 優勝        | オーストラリア | 3大会連続3回目 |      |
| UEFA     | 5         | ヨーロッパ予選               | 1組         | 1位         | ノルウェー     | 4大会連続4回目 |      |
| UEFA     | 5         | ヨーロッパ予選               | 1組         | 2位         | フランス       | 初出場         | ☆    |
| UEFA     | 5         | ヨーロッパ予選               | 2組         | 1位         | スウェーデン   | 4大会連続4回目 |      |
| UEFA     | 5         | ヨーロッパ予選               | 3組         | 1位         | ロシア         | 2大会連続2回目 |      |
| UEFA     | 5         | ヨーロッパ予選               | 4組         | 1位         | ドイツ         | 4大会連続4回目 |      |

- 備考欄の「☆」は欧州予選プレーオフ、「○」は大陸間プレーオフ（後述）に勝利の上、出場が決定したチーム。
- 備考欄の「●」は大陸間プレーオフで敗退して出場できなかったチーム。

### AFC
AFCに割り当てられた出場権は2.5であった。ただし中国が開催国として既に出場権を得ていたため、同大会に中国は出場していたものの、出場権は中国以外の出場国によって争われた。同大会で優勝した北朝鮮が第1位代表、3位決定戦で勝利した韓国が第2代表に決定。ベスト4に残った日本は、CONCACAFとの大陸間プレーオフに出場した。

### CAF
CAFには出場権が2割り当てられた。前年にあたる2002年開催のアフリカ女子選手権にて優勝したナイジェリアが第1代表、準優勝したガーナが第2代表となった。

### CONCACAF
2.5の出場権が割り当てられ、優勝したアメリカ合衆国が第1代表に、準優勝したカナダが第2代表となった。3位決定戦でコスタリカに勝利したメキシコは、AFCとの大陸間プレーオフに出場した。

### CONMEBOL
CONMEBOLに割り当てられた出場権は2であった。2003年開催のスダメリカーノ・フェメニーノの決勝ラウンドのリーグ戦にて勝ち点数1位（勝ち点数9）で優勝したブラジルが第1代表に、ブラジルに次ぐ勝ち点4を挙げたアルゼンチンが第2代表となった。